# فریدریش کوشنمایستر
گوتلیب هاینریش فریدریش کوشن‌مایستر (آلمانی: Gottlieb Heinrich Friedrich Küchenmeister؛ ‏ ۲۲ ژانویهٔ ۱۸۲۱ – ۱۳ آوریل ۱۸۹۰) پزشک اهل آلمان بود.

## زندگی‌نامه
وی رشتهٔ پزشکی را در لایپزیگ و پراگ خواند و از سال ۱۸۴۶ کار خود را به‌عنوان پزشک عمومی در تسیتا آغاز کرد. وی پژوهش‌هایی بر روی کرم‌های نواری، تریشینوز و چند بیماری انگلی دیگر انجام داد و مقالاتی دربارهٔ آنها منتشر کرد. در سال ۱۸۵۳ فرضیهٔ او مبنی بر آن که کرم‌های انگلی مثانه همان کرم‌های نواری جوان هستند، توجه محافل پزشکی را جلب کرد. در سال ۱۸۵۲، نظریه او مبنی بر اینکه کرم‌های مثانه کرم‌های نواری نوجوان هستند، توجه حرفه پزشکی را به خود جلب کرد. در اواخر دهه ۱۸۵۰، او آزمایشی را انجام داد تا این نظریه را ثابت کند. او این کار را با خوراندن گوشت خوک حاوی سیستی‌سِرکا (لارو کرم نواری خوک) به زندانیان در انتظار اعدام انجام داد. پس از اعدام این زندانیان و کالبدشکافی، کرم‌های نواری در حال رشد و بالغ را در روده‌های آنها پیدا کرد. در اواسط قرن نوزدهم، مشخص شد که سیستی‌سرکوزیس در اثر بلع تخم‌های کرم نواری خوک ایجاد می‌شود.
کوشنمایستر طرفدار سوزاندن اجساد مردگان بود، زیرا خطر آلودگی خاک را در اثر گندیدگی و تجزیه اجساد پس از خاکسپاری می‌دانست. او در درسدن گروه «اورن: انجمن سوزاندن اختیاری اجساد» را تأسیس کرد. در سال ۱۸۷۶، او در نخستین کنگره اروپایی طرفداران سوزاندن اجساد در درسدن شرکت کرد.